# کلوراکس
شرکت کلوراکس (که قبلاً شرکت شیمیایی کلوراکس نام داشت) شرکتی آمریکایی و بنا شده در اوکلند کالیفرنیا است که در سراسر جهان به عنوان تولیدکننده، فروشنده و مصرف‌کننده محصولات حرفه‌ای با حدود ۸۰۰۰ کارمند از ژوئن ۲۰۱۶ فعالیت می‌کند. این شرکت در سال مالی ۲۰۱۶ فروش خالص $۵٫۸ میلیارد دلار داشت که رتبه این شرکت در در لیست فرچون ۵۰۰ مجله فورچون در سال ۲۰۱۶، ۴۵۵ بود.
در سال ۲۰۰۸ شرکت کلوراکس از نخستین شرکت‌هایی بود که خط تولید سبز و توسعه پاک را پیشرو قرار داد.